# Двалин
Два́лин (др.-сканд. Dvalinn) — в скандинавской мифологии гном (дверг), вероятно один из братьев Ивальди.
Известен тем, что выковал для Локи золотые волосы, которые Локи потом передал Сиф, как плату за свою шутку. Когда Локи обратился со своей просьбой, гном очень обрадовался, так как ему представилась возможность показать богам своё мастерство. Помимо волос, Двалин выковал копьё Гунгнир и корабль Скидбладнир.
Так же Двалин вместе с Альфриком, Берлингом и Грэром создал волшебное ожерелье Брисингамен для Фрейи. По некоторым преданиям, платой за ожерелье была ночь, проведенная с Фрейей, для каждого из гномов-создателей.
Вместе с другим двергом Дурином был пойман Свафрлами и, чтобы выкупить себя, выковал волшебный меч Тюрфинг.